# Miss Universo 2006
Miss Universo 2006 foi a 55° edição do concurso Miss Universo, realizada em 23 de julho de 2006 no Shrine Auditorium, em Los Angeles, Estados Unidos. Zuleyka Rivera, Miss Porto Rico, de 18 anos, foi consagrada Miss Universo 2006 e conquistou a quinta coroa para seu país. O concurso de 2006 foi marcado por dois recordes até então: o maior número de participantes da história e também o maior reinado.
Esta edição também foi a única com vinte semifinalistas, algo que não seria repetido, devido a um "buraco" na programação de televisão. Como foi uma edição completamente bancada pela iniciativa privada, as autoridades de Los Angeles não tiveram interesse em pagar para que a transmissão fizesse a promoção turística da cidade, como é o usual nas edições realizadas pelo mundo. A final ficou com um espaço de 7 minutos e, em função disso, para preenchê-lo a organização resolveu aumentar o número de candidatas no primeiro corte para 20 candidatas, ao invés das 15 tradicionais, de maneira que o processo um pouco mais longo fechasse o tempo em aberto na televisão.

## Cidade-sede
Depois de uma falta de interesse de várias cidades contatadas, a organização demorou para conseguir um local apropriado para a realização da edição, o que a levou a ser realizada apenas em julho, ao invés do usual mês de maio. Durante um certo período de tempo, existiam rumores de que o concurso retornaria à Bangkok, antes da cidade de Los Angeles ser oficialmente confirmada.

## Evento
O evento já começou com a declaração de Donald Trump de que estava feliz porque teria a oportunidade de selecionar algumas das candidatas à semifinal, o que já ocorria desde o ano anterior, mas que não era oficialmente confirmado. A primeira grande favorita entre a imprensa e os fãs era Lauriane Gilliéron, a primeira Miss Suíça em onze anos que vinha da Suíça romanda (região de fala francesa). As que também posicionaram-se como favoritas foram as candidatas do México, Austrália, Canadá, Trinidad e Tobago e a Miss Colômbia Valerie Dominguez, prima da cantora Shakira. Mas na noite final foi Zuleyka Rivera, de Porto Rico, que começou a causar a impressão mais forte nos jurados, não apenas pela beleza, mas pelas impecáveis passagens que realizava na passarela e pela grande autoconfiança que demonstrava. Rivera era a mais nova de todas as participantes: tinha apenas 18 anos, entretanto era a mais experiente, pois desde criança participava de concursos de beleza e tinha ganhado o Miss Porto Rico na primeira tentativa.

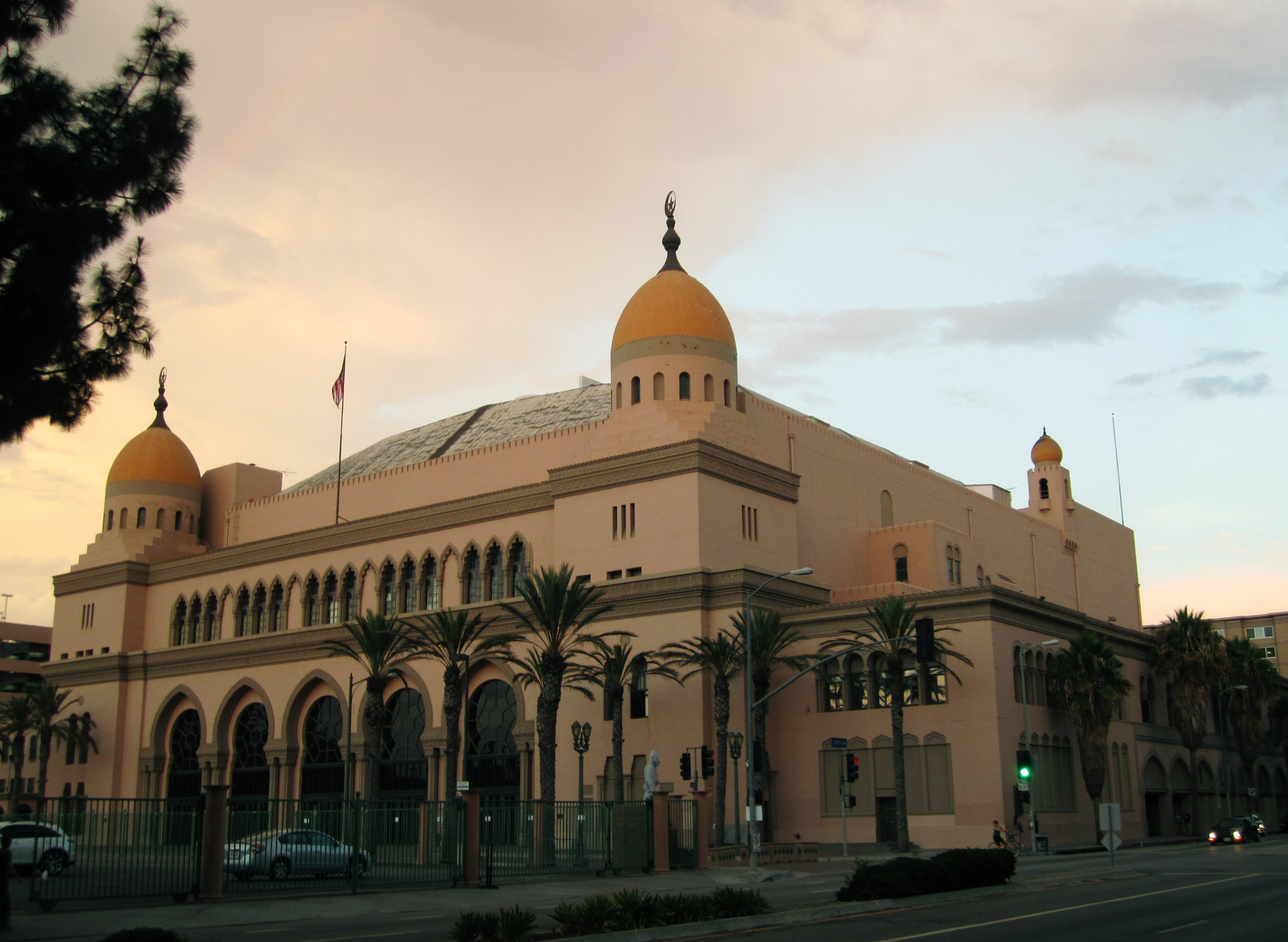
Shrine Auditorium, local do evento.

O único Top 20 da história do Miss Universo foi formado por Bolívia, Brasil, Colômbia, Dinamarca, Porto Rico, Suíça, EUA, Paraguai, Japão, Etiópia, Rússia, Canadá, Suécia, Trinidad e Tobago, Tailândia, Índia, Argentina, Ucrânia, Hungria e México, deixando de fora uma das favoritas, Miss Austrália, e a sempre favorita Miss Venezuela. Tal como as outras edições, o Top 10 foi o segmento da competição responsável pela competição em traje de gala, e foi composto pelas misses Suíça, Japão, Paraguai, Canadá, México, EUA, Bolívia, Trinidad e Tobago, Colômbia e Porto Rico. Zuleyka Rivera desfilou com um vestido colado ao corpo, inteiramente feito de fios de aço entrelaçados, e a Miss EUA, Tara Conner, com um vestido elaborado pelos participantes do reality show de moda Project Runway.
As cinco finalistas foram Zuleyka Rivera, Lauriane Gilliéron, Tara Conner, Lourdes Arevalos do Paraguai (considerada como a grande surpresa da noite), e a japonesa Kurara Chibana, que ao longo da competição havia se transformado na favorita do público por sua personalidade esfuziante, desfiles impecáveis e respostas inteligentes - além de ser poliglota, respondeu às entrevistas e à pergunta final em várias línguas, motivo pela qual a tornou emotiva diante do enorme apoio que vinha da audiência. Kurara, apelidada de "Rainha Samurai" por causa de seu traje típico que era a mistura da roupa de um samurai com uma fantasia de tokusatsu (heróis de séries japonesas, como Power Rangers), era um produto de Inès Ligron, a sofisticada francesa coordenadora-geral do Miss Japão que conseguiu trazer de volta o Japão às principais posições do concurso, conseguindo classificar Miyako Miyazaki em 5º lugar em 2003 e agora Chibana, em segundo lugar; trabalho esse que atingiria o apogeu no ano seguinte, com a polêmica vitória de Riyo Mori. Chibana foi a última a ficar ao lado da porto-riquenha antes do anúncio final, que, por decisão do júri, dada a média de toda a competição, elegeu Zuleyka Rivera como a nova Miss Universo e a quinta de Porto Rico.

## A vencedora
Zuleyka Rivera, uma participante veterana em concursos de beleza em seu país desde a infância, teve um reinado bastante atribulado. Ainda ao final do concurso, poucos minutos após a sua coroação e a caminho dos bastidores, quando conversava com jornalistas  acabou desmaiando e precisou ser carregada por seguranças. Foi socorrida pelo namorado da Miss Brasil Rafaela Zanella, que era médico e teve que cortar o vestido para que Zuleyka respirasse.
Durante seu reinado visivelmente engordou, saindo dos padrões exigidos à função. Tornou-se amarga, irritadiça e triste. Durante sua visita à Índia, foi fotografada sempre com o rosto fechado ou com expressões de enfado. Alguns meses depois de coroada, ela deu uma entrevista ao Telemundo falando das dificuldades de exercer o mandato e anunciando sua vontade de renunciar ao título; isto levou a Miss Universe Organization a agir rapidamente, facilitando sua agenda e adequando os compromissos às suas necessidades físicas e emocionais, oferecendo-lhe inclusive aconselhamento psicológico profissional, após ela concordar em terminar o reinado.
Sua insatisfação chegou às vistas de todos durante a transmissão do Miss Universo 2007, quando apareceu para o desfile de despedida sem dar qualquer sorriso ou ar de alívio. No momento de coroação da sucessora, Riyo Mori, de maneira displicente praticamente lhe jogou a coroa sobre a cabeça. 
Anos depois, numa entrevista ao jornal Primera Hora, de Porto Rico, ela confessou o quanto ser Miss Universo a tinha deprimido, devido ao fato de ser ainda muito jovem –  tinha apenas 18 anos quando foi eleita – para conseguir suportar todas as pressões e cobranças que vinham junto com a coroa. 

## Resultados

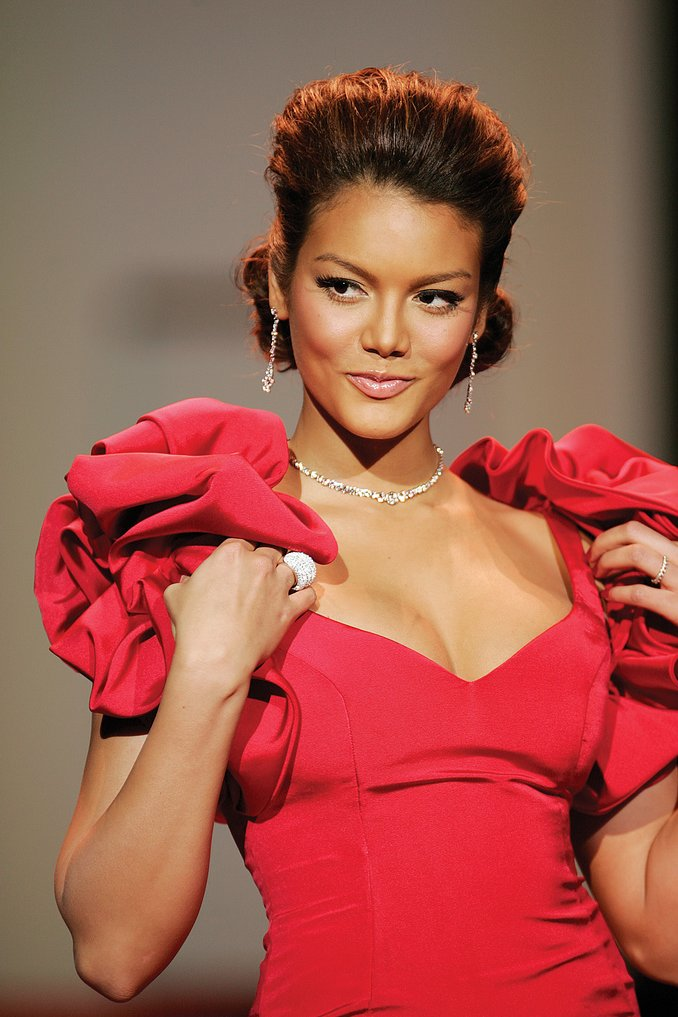
Zuleyka Rivera, Miss Universo 2006.

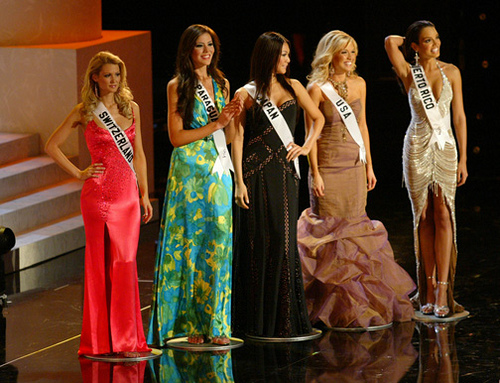
O Top 5: Lauriane Gilliéron (Suiça), Lourdes Arevalos (Paraguai), Kurara Chibana (Japão), Tara Conner (EUA) e Zuleyka Rivera (Porto Rico).

| Colocação               | Candidata | País                                                                                               |
| ----------------------- | --- | -------------------------------------------------------------------------------------------------- |
| Miss Universo 2006      | Zuleyka Rivera | Porto Rico                                                                                         |
| 2º lugar                | Kurara Chibana | Japão                                                                                              |
| 3º lugar                | Lauriane Gilliéron | Suíça                                                                                              |
| 4º lugar                | Lourdes Arevalos | Paraguai                                                                                           |
| 5º lugar                | Tara Conner | Estados Unidos                                                                                     |
| Semifinalistas (Top 10) | Kenisha Thom Valerie Dominguez Alice Panikian Desiree Durán Priscila Perales                                                                         | Trinidad e Tobago · Colômbia · Canadá · Bolívia · México                                           |
| Semifinalistas (Top 20) | Rafaela Zanella Magali Romitelli Betina Faurbiye Dina Fekadu Adrienn Bende Neha Kapur Anna Litvinova Josephine Alhanko Charm Onwarin Inna Tsymbalyuk | Brasil · Argentina · Dinamarca · Etiópia · Hungria · Índia · Rússia · Suécia · Tailândia · Ucrânia |
| Premiações especiais    | | |
| Miss Fotogenia          | Lia Andrea Ramos | Filipinas                                                                                          |
| Miss Simpatia           | Angela Asare | Gana                                                                                               |
| Melhor Traje Típico     | Kurara Chibana | Japão                                                                                              |

## Jurados[2]
- Amelia Vega – Miss Universo 2003;
- Emmitt Smith – jogador de futebol do Dallas Cowboys;
- James Lesure – ator da série de TV Las Vegas;
- Bridgette Wilson Sampras – atriz;
- Tom Green – humorista canadense;
- María Celeste Arrarás – jornalista e apresentadora de TV porto-riquenha;
- Claudia Jordan – modelo;
- Patrick McMullan – fotógrafo de moda;
- Santino Rice – estilista do reality show de moda Project Runway;
- Sean Yazbeck – vencedor do reality show The Apprentice.

## Candidatas
Em negrito a candidata eleita Miss Universo 2006. Em itálico as semifinalistas.
| - África do Sul - Thuli Sithole - Albânia - Eralda Itaj - Alemanha - Natalie Ackermann - Angola - Isménia Júnior - Antígua e Barbuda - Shari McEwan - Argentina - Magali Romitelli (SF) - Aruba - Melissa Vanessa Laclé - Austrália - Erin McNaught - Bahamas - Samantha Carter - Bélgica - Tatiana Silva - Bolívia - Desirée Durán Morales (F) - Brasil - Rafaela Zanella (SF) - Bulgária - Galena Dimova - Canadá - Alice Panikian (F) - Cazaquistão - Dina Nuraliyeva - Chile - Belén Montilla - China - Yinghui Gao - Chipre - Elena Ierodiakonoy - Cingapura - Carol Cheong Yim Foon - Colômbia - Valerie Domínguez (F) - Coreia do Sul - Joo Hee Kim - Costa Rica - Fabriella Quesada - Croácia - Biljana Mancic - Dinamarca - Betina Faurbiye (SF) - Egito - Fawzia Mohamed - El Salvador - Rebeca Iraheta - Equador - Katty Lopez - Eslovénia - Natasa Pinoza - Espanha - Elisabeth Reyes - Estados Unidos - Tara Conner (5°) - Estónia - Kirke Klemmer - Etiópia - Dina Fekadu (SF) - Filipinas - Lia Andrea Ramos (MF) - Finlândia - Ninni Laaksonen - França - Alexandra Rosenfeld - Gana - Angela Asare (MS) - Geórgia - Ekaterine Buadze - Grécia - Olympia Hopsonidou - Guatemala - Jackelinne Piccinini - Guiana - Alana Ernest - Hungria - Adrienn Bende (SF) - Ilhas Caimã - Ambuyah Ebanks - Ilhas Virgens Americanas - JeT'aime Cerge | - Índia - Neha Kapur (SF) - Indonésia - Nadine Chandrawinata - Irlanda - Melanie Boreham - Islândia - Sif Aradóttir - Israel - Anastacia Entin - Jamaica - Cindy Wright - Japão - Kurara Chibana (2°, TT) - Letônia - Sanita Kublina - Líbano - Gabrielle Bou Rached - Malásia - Melissa Ann Tan - Marianas Setentrionais - Shequita Bennett - Ilhas Maurícias - Isabelle Antoo - México - Priscila Perales (F) - Namíbia - Anna Nashandi - Nicarágua - Cristiana Frixione Mendoza - Nigéria - Tienepre Oki - Noruega - Martine Jonassen - Nova Zelândia - Elizabeth Gray - Panamá - Alessandra Mezquita - Paraguai - Lourdes Arevalos (4°) - Peru - Fiorella Viñas - Polónia - Francys Sudnicka - Porto Rico - Zuleyka Rivera (1°) - Reino Unido - Julie Doherty - República Dominicana - Mía Taveras - República Eslovaca - Judita Hrubyova - República Tcheca - Renata Langmannova - Rússia - Anna Litvinova (SF) † - Sint Maarten - Gisella Hilliman - Santa Lúcia - Sascha Andrew-Rose - São Vicente e Granadinas - Shivern Peters - Sérvia e Montenegro - Nada Milinic - Sri Lanka - Jacqueline Fernandez - Suécia - Josephine Alhanko (SF) - Suíça - Lauriane Gilliéron (3°) - Tailândia - Charm Onwarin Osathanond (SF) - Trinidad e Tobago - Kenisha Thom (F) - Turcas e Caicos - Shaveena Been - Turquia - Ceyla Kirazli - Ucrânia - Inna Tsymbalyuk (SF) - Uruguai - Fatimih Davila - Venezuela - Jictzad Viña - Zâmbia - Mofya Chisenga † |